# Gymnopleurus geoffroyi
Gymnopleurus geoffroyi är en skalbaggsart som beskrevs av Johann Kaspar Füssli 1775. Gymnopleurus geoffroyi ingår i släktet Gymnopleurus och familjen bladhorningar.

## Underarter
Arten delas in i följande underarter:
- G. g. mimus
- G. g. virescens
- G. g. cyanescens